# لوله (بازی)
لوله (بازی) (انگلیسی: The Conduit) یک بازی ویدئویی تیراندازی اول شخص تک‌نفره و گروهی برای سکوهای می‌باشد که توسط های ولتیج سافت‌ویر، وار درامز استودیوز توسعه و سگا (وی)، های ولتیج سافت‌ویر (اندروید) نشر پیدا کرده است.